# Gang Gam-chan
Gang Gam-chan (강감찬) est un militaire et lettré coréen de l’époque Goryeo né le 22 décembre 948 et mort le 9 septembre 1031.
Mentor politique du roi HyeonJong (huitième roi de Guryeo). En 1018 lors de la bataille Guju, contre les Khitans, avec des troupes bien inférieures en nombre, le général Gang Gam-chan écrase une armée de plus 100 000 ennemis.

## Sources
- Pascal Dayez-Burgeon. Histoire de la Corée des origines à nos jours. Éditions Taillandier, 2019  (ISBN 9791021040151).